# Зестафони
Зестафо́ни (груз. ზესტაფონი) — город в Грузии, административный центр Зестафонского муниципалитета, входящего в состав края Имеретия.
Численность населения — 20 814 жителей (2014 год).

## География
Расположен в самой восточной части Колхидской низменности, на обоих берегах реки Квирила (левый приток Риони), в 180 км западнее Тбилиси, в 30 км юго-восточнее Кутаиси. 
Железнодорожная станция на линии Самтредиа — Тбилиси, начало ветки на Сачхере (48 км).

## История
Название города связано с бродом через реку Квирила (Зеда пони по-грузински означает «Верхний брод», а Зест’а пони по-грузински означает «брод высших (сил)»), которым с древних времён пользовались местные жители и оказавшиеся в этих краях путешественники.
Первое упоминание о Зестафони в исторических источниках относится к 1560-м годам. В 1820-е годы здесь дислоцируется пост казацких войск Российской империи под названием «Квирилы». Впоследствии так же называют и Зестафони. Административно входил в Шорапанский уезд Кутаисской губернии. В Грузинской Демократической республике город назвали именем социал-демократа Валентина Джугели. В 1920-е годы городу было возвращено прежнее название. В советские годы Зестафони являлся центром Зестафонского района Грузинской ССР.
Зестафони является центром одного из древнейших исторических уголков Грузии — Маргвети и Маргветской епархии, одной из епархий, входящих в состав Грузинской православной церкви.

## Экономика
С советского времени и по сей день в Зестафони работают заводы: ферросплавов (градообразующий, на базе Чиатурского месторождения марганцевой руды), кабельный, механический.
Зестафонский муниципалитет является одним из центров виноградарства и виноделия Грузии. Широко известны вина, производимые из местных сортов винограда - «Цицка», «Цоликаури» и «Оцханури».

## Достопримечательности
Близ села Зеда-Клдеети в 1942 году был раскопан фамильный некрополь грузинских военачальников ориентировочно II века до нашей эры. Среди находок — золотые украшения, геммы, серебряная и медная посуда, стекло, керамика, бронзовые фигурки животных.

## Уроженцы
- Борис Акунин (Григо́рий Чхартишви́ли) — писатель.
- Васо Арабидзе — грузинский советский актёр театра и кино.

## Города-побратимы
- Таураге, Литва
- Кирьят-Бялик, Израиль
- Запорожье, Украина
- Элва, Эстония